# Stigmella dryina
Stigmella dryina är en svampart som först beskrevs av August Karl Joseph Corda, och fick sitt nu gällande namn av Joseph-Henri Léveillé 1842. Stigmella dryina ingår i släktet Stigmella, divisionen sporsäcksvampar och riket svampar.   Inga underarter finns listade i Catalogue of Life.